# Dorfkirche Großmecka

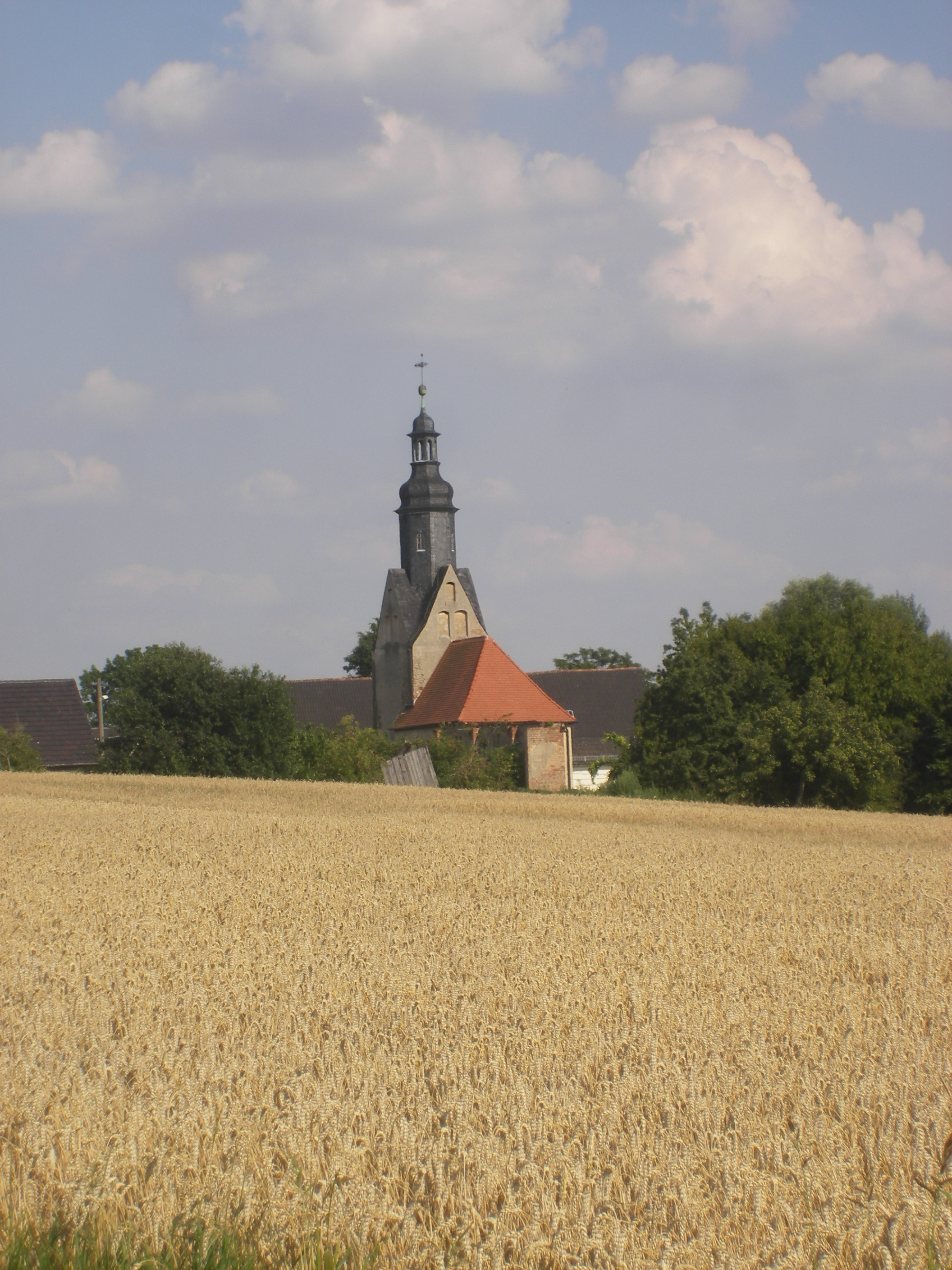
Dorfkirche Großmecka (2011)

Die evangelisch-lutherische Dorfkirche Großmecka steht etwas abseits der Dorfstraße im Ortsteil Großmecka der Gemeinde Nobitz im Landkreis Altenburger Land in Thüringen. Sie gehört zur Kirchengemeinde Gieba im Kirchenkreis Altenburger Land der Evangelischen Kirche in Mitteldeutschland.

## Geschichte
Die Dorfkirche ist eine Chorturmkirche, die ursprünglich mit einer kleinen halbrunden Apsis versehen war.
Das Kirchenschiff und die Kreuzgewölbe im Chorjoch wurden um 1510 erbaut. Seitdem erhielt sie sowohl innen als auch außen öfters Veränderungen. Am 29. April 1753 traf sie ein Blitz. Nach dem Brand machten sich Reparaturen erforderlich, besonders am Turmaufbau und der Flachdecke. Eine Restaurierung wurde 1990 abgeschlossen.
Die Ausstattung stammt aus der ersten Hälfte des 17. Jahrhunderts. Die Orgel ist ein Werk von Karl Ernst Poppe aus dem Jahr 1859 mit fünf Registern auf einem Manual und Pedal.
Die im Turm befindlichen Glocken sind aus den Jahren 1510 und 1678.